# Carmen Chami
Carmen Dolores Chami Pedrosa, conocida como Carmen Chami, (Ciudad de México, 29 de septiembre de 1974) es una pintora y restauradora mexicana, que se especializa en la técnica del óleo y el retrato figurativo.

## Biografía

### Estudios
Chami realizó sus estudios de licenciatura en Restauración de Bienes Muebles en la Escuela Nacional de Restauración del Instituto Nacional de Antropología e Historia. Se graduó con una tesis de licenciatura que obtuvo mención honorífica. Más tarde realizó un posgrado en Artes visuales en la Escuela Nacional de Artes Plásticas de la UNAM, egresando en 2009.

### Trabajo artístico
En su obra artística destaca el interés que tiene por el arte novohispano y las técnicas de la pintura de caballete, particularmente las de autores novohispanos, como Cristóbal de Villalpando y Juan Correa, a quienes estudió durante su licenciatura y reprodujo sus obras. Ha estudiado las técnicas pictóricas del Renacimiento y el Barroco, las cuales aplica a su pintura. Su producción artística basada en autores de la colonia fue presentada en el año 2000 en el Museo de la Ciudad de Cuernavaca.
En algunas obras, Chami, además del uso de la figura humana, también retrata historias cotidianas. Otro de sus referentes es Monet, quien también fue un cronista del contexto en el que vivió. Esto se puede constatar en la obra de su exposición "Parábolas de un Itinerario Fortuito".
En su pintura, Chami, realiza una exploración de las relaciones humanas, pero usando una perspectiva mordaz y crítica. Utiliza elementos del color y la iluminación para realizar la expresión.
Ha realizado retratos para la biblioteca de la presidencia en el Palacio Nacional desde 2006.
En 2016, a partir de la beca del Sistema Nacional de Creadores del FONCA, Chami realiza el proyecto Adláteres migrantes, en el que explora a partir de retratos la migración de trabajadores con sus parejas. En esta colección de óleos, Chami retrata a siete personas de diferente origen que llegan a Estados Unidos.
En 2017, Chami apareció en el documental El pensamiento del arte, dirigido por Arturo Sezmer y Lorenzo Lagrava, junto con otros artistas mexicanos contemporáneos.

### Vida personal
Carmen Chami vive en Chicago desde el 2015.

## Premios y reconocimientos
- Beca de Artes Visuales que otorga el Consejo Nacional para la Cultura y las Artes a través del Fondo Estatal para la Cultura y las Artes en Morelos (2000)
- Mención honorífica en la Séptima Bienal de Pintura y Grabado Alfredo Zalce (2009)
- Mención honorífica en el Concurso Nacional de Pintura y Escultura “Las Mujeres en el Arte” (2009)
- Segunda Bienal de Pintura Pedro Coronel (2009)
- Segunda Bienal de Pintura de Gómez Palacio, en Durango (2010)
- Concurso Nacional de Pintura del Bicentenario con sede en San Francisco del Rincón, Guanajuato (2010)
- Selección en la Quinta Bienal Nacional de Artes Visuales de Yucatán (2011)
- VIII Bienal Nacional de Pintura y Grabado Alfredo Zalce (2011)
- Tercera Bienal de Pintura de Caballete Gonzalo Villa Chávez (2011)

## Exposiciones

### Exposiciones individuales
- La magia de lo etéreo: un tributo al arte novohispano, Museo de la Ciudad de Cuernavaca (2000)
- De ángeles y humanos, galería Villa del Ángel, Cuernavaca (2003)
- Alchemy: Formations of light and spirit, Gallery 13, en Minneapolis, Estados Unidos (2006)
- Estratagemas, Galería Aldama Fine Art (2012)[11]
- Parábolas de un Itinerario Fortuito, Centro de las Artes y la Cultura de Aguascalientes (2013)[11]
- Adláteres and the Unexpected Journey: works by Carmen Chami, National Museum of Mexican Art, Chicago (2020)[12]

### Exposiciones colectivas
- Painting Today. International Women Painters. Museo Europeo de Arte Moderno. 8 de marzo a 5 de mayo de 2019[13]